# Маленьких, Егор Константинович
Егор Константинович Маленьких (род. 22 января 1994, Челябинск) — российский хоккеист, защитник.

## Биография
Начинал играть в хоккей в Челябинске. В 2006 году в 13 лет перешёл в систему казанского «Ак Барса». С 2009 года — в тюменском «Газовике». На драфте КХЛ 2011 года был выбран под 4-м номером петербургским СКА, на импорт-драфте CHL был выбран под 7-м номером клубом OHL «Су-Сент-Мари Грейхаундз». Три сезона (2011/12 — 2013/14) отыграл в команде МХЛ «СКА-1946». Перед сезоном 2014/15 подписал контракт с клубом КХЛ «Сибирь» Новосибирск, но из-за травмы играл в МХЛ за команду «Сибирские снайперы». В сезоне 2015/16 выступал в ВХЛ за «Сокол» Красноярск. Сезон 2016/17 начал в пензенском «Дизеле», но не сыграв ни матча, переехал в Казахстан, где в течение двух сезонов играл за клубы «Арлан» Кокшетау, «Кулагер» Петропавловск, «Горняк» Рудный. До 14 ноября 2018 года выступал за клуб ВХЛ-Б «Мордовия» Саранск.
Участник чемпионата мира среди юниоров 2012. Победитель хоккейного турнира Европейского юношеского Олимпийского фестиваля 2011.